# 孙岗乡
孙岗乡，是中华人民共和国安徽省六安市叶集区下辖的一个乡镇级行政单位。

## 行政区划
孙岗乡下辖以下地区：
高庄村、荷棚村、朱新楼村、玉皇村、柏楼村、白龙井村、桥店村、王西楼村、松棵村、孙老楼村、六里村、双塘村、大畈村、汪岭村、大庄村、石河村、棠店村、永丰村、孙岗村、塘湾村、元东村、陈店村、断岗村和尹堰村。